# Cyrtanthus elatus
Cyrtanthus elatus là một loài thực vật có hoa trong họ Amaryllidaceae. Loài này được (Jacq.) Traub mô tả khoa học đầu tiên năm 1969.

## Hình ảnh

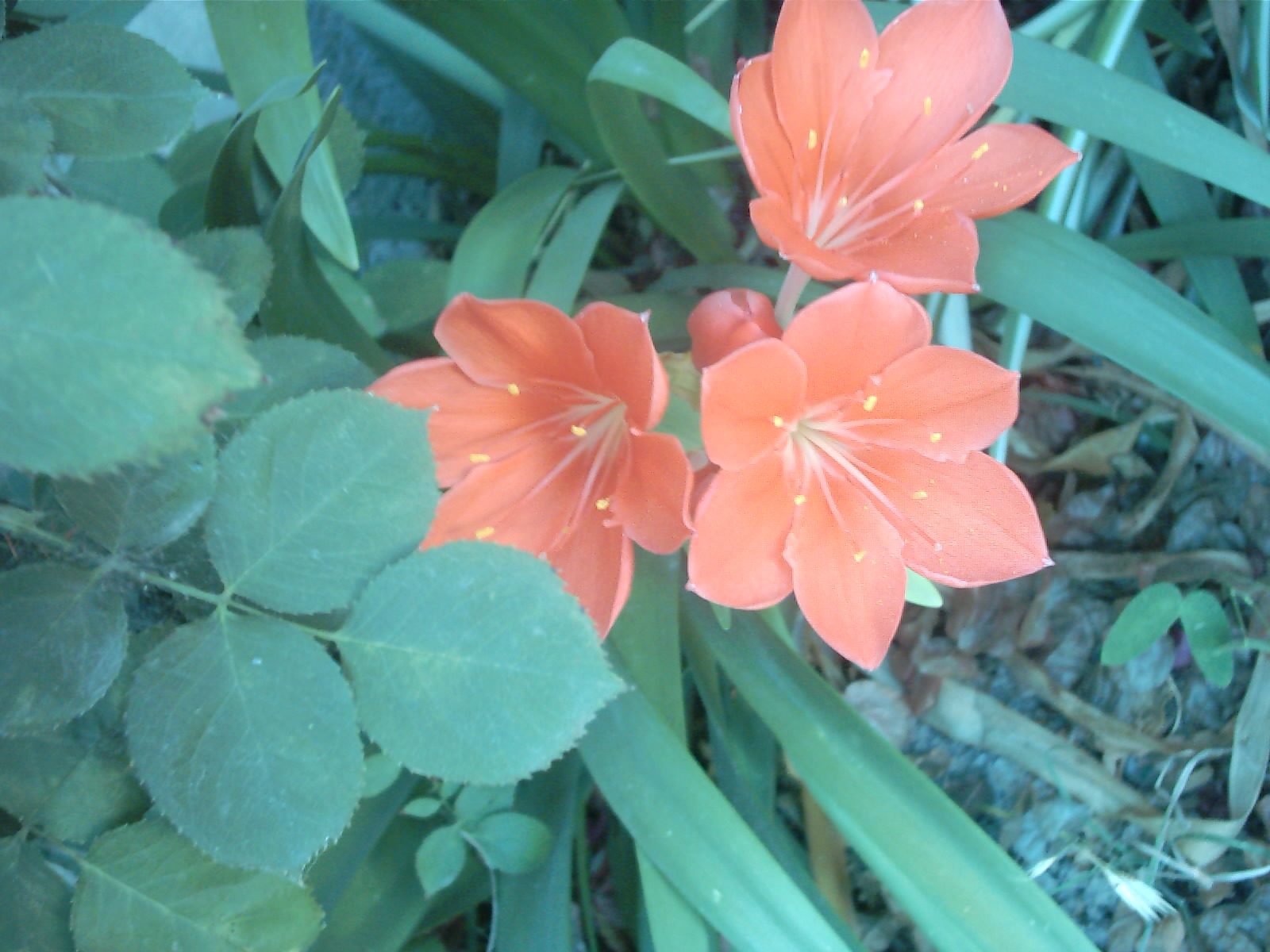
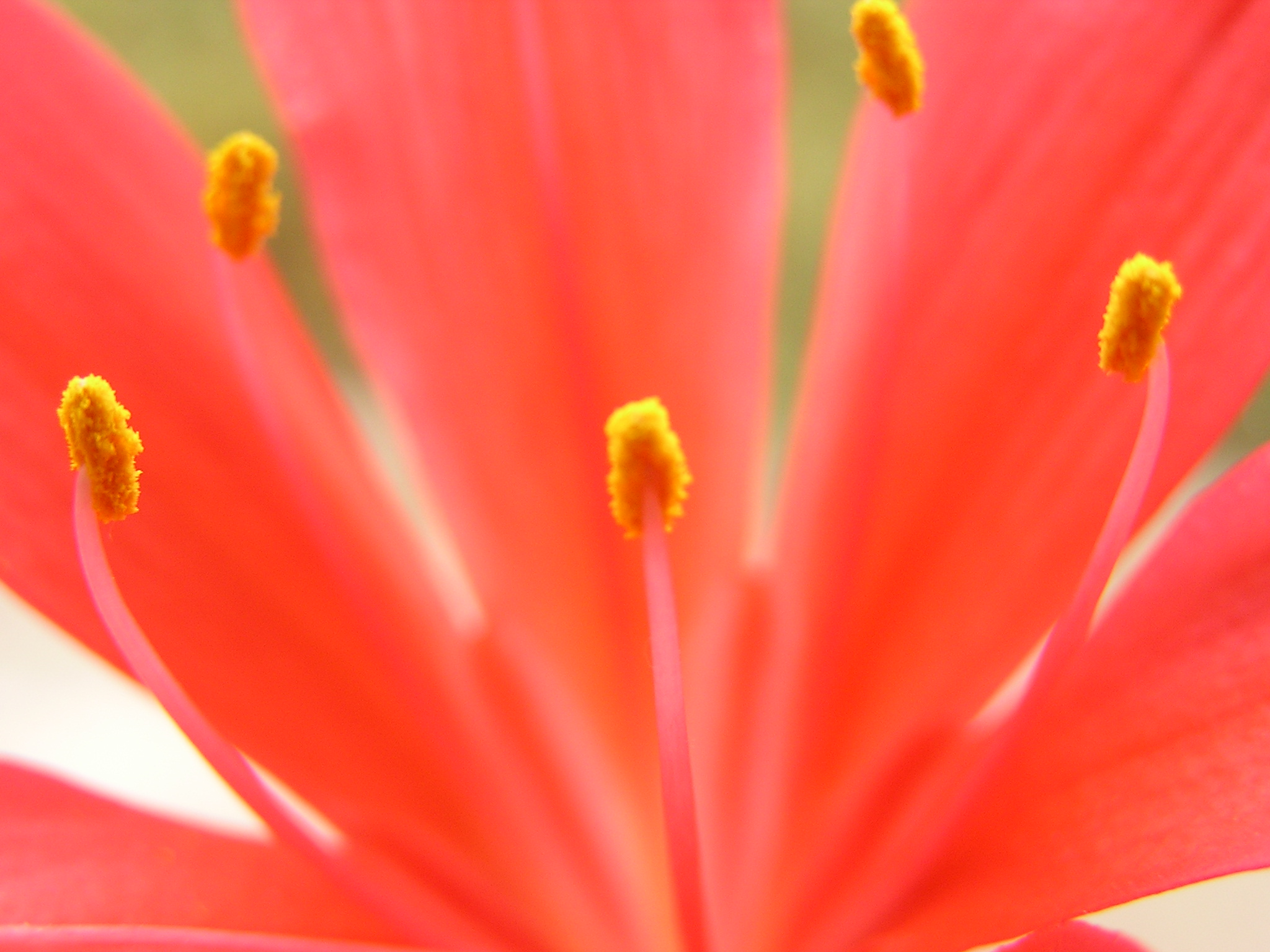
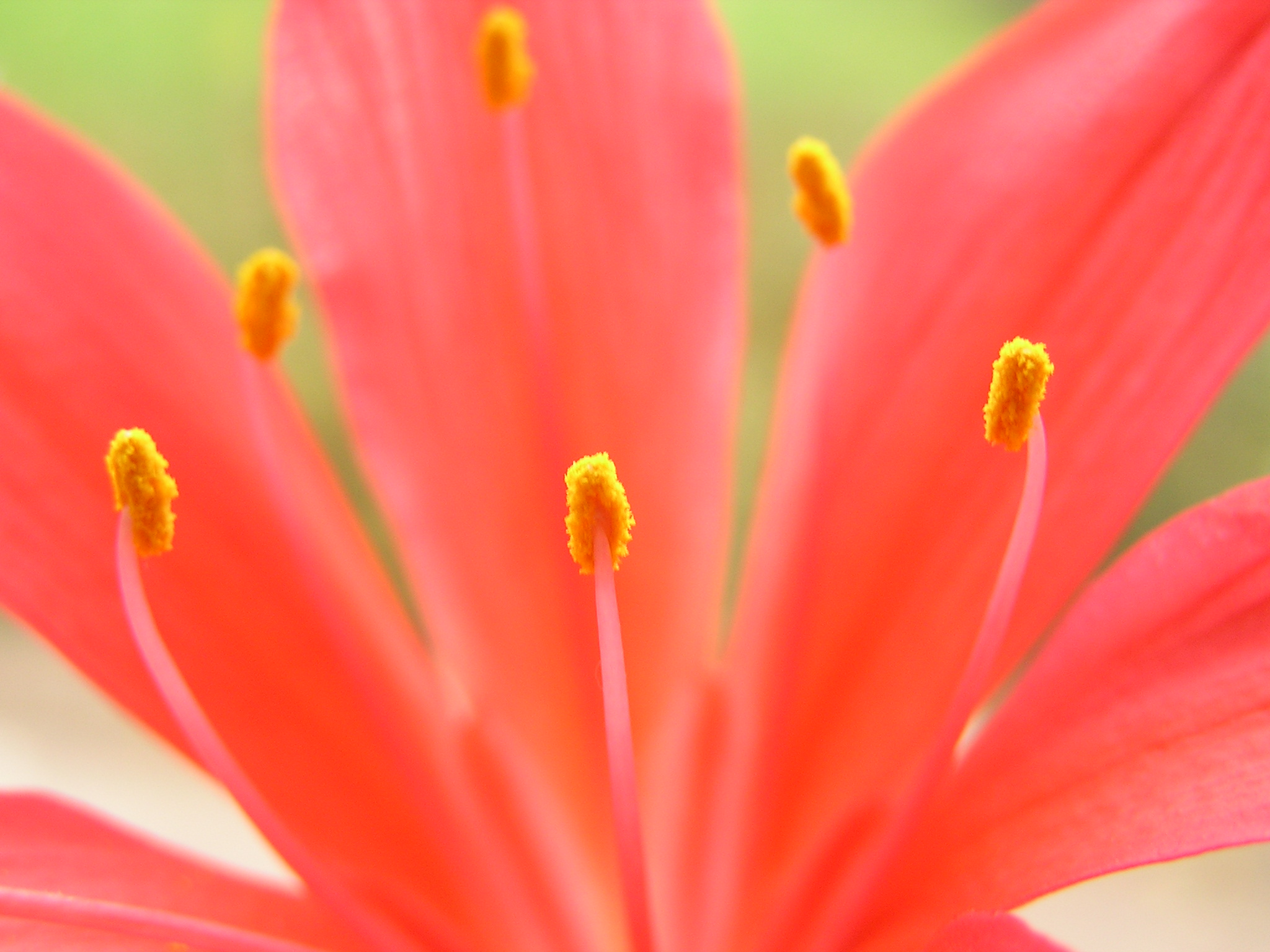
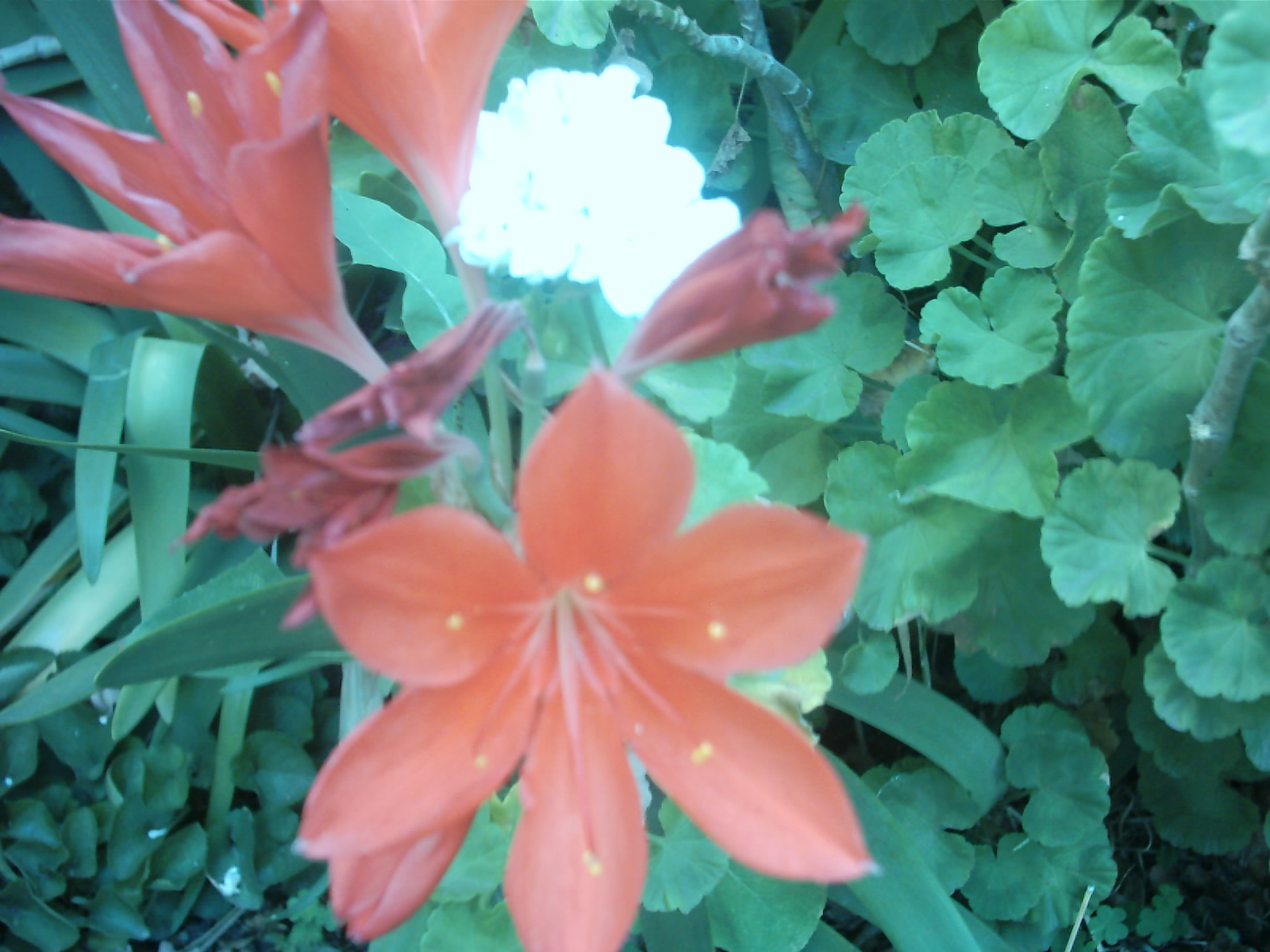